# Stadio Ítalo Del Cima
Lo stadio Ítalo Del Cima (in portoghese Estádio Ítalo Del Cima) è un impianto sportivo di Rio de Janeiro, di proprietà del Campo Grande Atlético Clube, squadra calcistica che vi disputa le proprie gare interne. In passato ha ospitato anche altre squadre di Rio, tra le quali Fluminense e Flamengo.

## Struttura e ubicazione
Lo stadio si trova nel cuore del quartiere Campo Grande di Rio de Janeiro. È il quarto impianto per capienza della città, dietro a Maracanã, João Havelange e São Januário. Può ospitare 18.000 spettatori.